# Iris laevigata
Iris laevigata là một loài thực vật có hoa trong họ Diên vĩ. Loài này được Fisch. miêu tả khoa học đầu tiên năm 1839.